# Lew Wallace
Lewis (Lew) Wallace (Brookville (Indiana), 10 april 1827 – Crawfordsville (Indiana), 15 februari 1905) was een Amerikaans schrijver. Hij is vooral bekend geworden door zijn historische roman Ben-Hur.
Wallace was advocaat en bracht het in de Amerikaanse Burgeroorlog tot generaal, waarin hij onder andere vocht in de Slag om Fort Donelson en de Slag bij Shiloh onder Ulysses S. Grant. Na de oorlog werd hij gouverneur van de staat New Mexico (1878-1881) en diende van 1881 tot 1885 als gezant in Turkije.
Hij publiceerde zijn eerste boek, The Fair God, ook een historische roman, in 1873. Ben Hur: A Tale of the Christ verscheen in 1880 en werd een ongekende bestseller die meerdere keren verfilmd is.

## Militaire loopbaan
- Second Lieutenant: 1846[2]
- First Lieutenant:
- Colonel: 25 april 1861[3]
- Brigadier General of Volunteers: 3 september 1861[3]
- Major General: 21 maart 1862[3]
- Ontslag genomen USA: november 1885[2]

## Werken
- The Fair God (1873)
- Ben-Hur: A Tale of the Christ (1880)
- The Life of Benjamin Harrison (1888)
- The Boyhood of Christ (1888)
- The Prince of India (1893)
- The Wooing of Malkatoon (een gedicht uit 1898)
- Lew Wallace, an autobiography (autobiografie in twee delen, voltooid door zijn vrouw in 1906)

- Bibsys: 90226217
- Biblioteca Nacional de España: XX965035
- Bibliothèque nationale de France: cb11232977t (data)
- Catàleg d'autoritats de noms i títols de Catalunya: 981058512862406706
- CiNii: DA03763712
- Digitale Bibliotheek voor de Nederlandse Letteren: wall054
- Gemeinsame Normdatei: 11926708X
- International Standard Name Identifier: 0000 0001 2321 363X
- Library of Congress Control Number: n80120828
- Nationale Bibliotheek van Letland: 000025787
- MusicBrainz: 3bdea548-5b6a-42da-9c4e-550d98f61758
- National Archives and Records Administration: 10567857
- Bibliotheek van het Japanse parlement: 00460093
- Nationale Bibliotheek van Tsjechië: jn19990008885
- Nationale bibliotheek van Australië: 36180215
- Nationale Bibliotheek van Israël: 987007269576505171
- Nationale Bibliotheek van Polen: a0000001219841
- Nationale en Universitaire bibliotheek Zagreb: 000068155
- Nederlandse Thesaurus van Auteursnamen: 06878516X
- Istituto Centrale per il Catalogo Unico: CFIV017485
- SNAC: w6xs5xsh
- Système universitaire de documentation: 027192075
- Trove: 1225110
- Union List of Artist Names: 500066029
- Virtual International Authority File: 97214081
- WorldCat: E39PBJfcTxhxJKWfbgjHJQryVC